# Spec Ops: The Line
Spec Ops: The Line é um jogo eletrônico de tiro na terceira pessoa produzido pela Yager Development e publicado pela 2K Games. É o nono capítulo da já longa série Spec Ops e foi lançado em junho de 2012 para Microsoft Windows, Xbox 360 e PlayStation 3. Foi anunciado oficialmente nos Spike Video Game Awards de 2009. O jogo é uma adaptação moderna de Heart of Darkness um romance de Joseph Conrad.
Recebeu críticas positivas dos críticos que elogiaram seus visuais, história, temas, trilha sonora e personagens mas criticaram o estilo de gameplay genérico e simples.

## Jogabilidade
The Line é principalmente um jogo de tiro na terceira pessoa com ênfase em tácticas de pelotão. O jogador controla o Capitão Martin Walker que está acompanhado por uma equipe Delta Force numa missão de salvamento de um coronel do exército americano no Dubai. Para cumprir o objectivo, os jogadores têm de atravessar a cidade para neutralizar inimigos e ultrapassando desastres naturais de forma a encontrar o coronel perdido, de nome John Konrad. À medida que o jogador vai progredindo, melhores armas e equipamento irão ficando disponíveis tornando o objectivo mais simples. Comandos de patrulha também estão disponíveis, permitindo ao jogador ordenar aos seus colegas certas ações e movimentos.
O jogo foca-se nas tempestades de areia do Dubai, fornecendo mudança dinâmica do terreno durante o jogo, similar ao jogo Fracture e à série Red Faction. Isto é suportado por um motor que aleatoriamente decide quando e onde irão surgir as tempestades de areia, bem como a sua agressividade. As tempestades de areia podem abrir ou fechar caminhos bem como fornecer vantagem ao jogador durante um tiroteio.
Estará disponível um modo multijogador, mas ainda não se conhecem os pormenores. A Yager descreve o multijogador como uma campanha que prolonga a experiência para um jogador. Em adição, haverá vários modos de jogo focados na deformação e expansão de terreno.

## Sinopse
Apesar de pertencer à série Spec Ops, The Line tem a sua própria história e não tem elementos dos argumentos dos jogos anteriores da série.
O jogo segue a história do Capitão Martin Walker (voz de Nolan North) que é enviado para um Dubai pós-catastrófico acompanhado por uma equipa Delta Force. Anteriormente, o Dubai era uma área rica e saudável com muitos cidadãos de classe alta, até que uma enorme tempestade de areia deixou a maior parte da cidade soterrada. Isto por fazer que muitas pessoas evacuassem a cidade, deixando apenas alguns.
Uma das pessoas que ficou foi o coronel do Exército Americano John Konrad (referencia ao autor de Heart of Darkness, Joseph Conrad), membro fundador da Delta Force, que se recusou a abandonar um complexo de treinos na cidade, tendo assim ficado a proteger, juntamente com os seus homens, os cidadãos que não conseguiram ser evacuados.
Depois de várias semanas sem nenhum contato, o exército suponha que o Cel. Konrad e os seus homens estariam perdidos na cidade até que um sinal muito fraco foi detectado. O exército teve assim uma razão para convocar o jogador e a sua equipa, que têm assim de infiltrar-se na cidade, neutralizar bandidos e sobreviver a tempestades de areia para descobrir o que se passou com Konrad e os seus homens. Através da narrativa do video e do som é sugerido que Konrad poderá não ter motivações genuínas de permanecer no Dubai contra as suas ordens.

## Musica
A banda sonora original do jogo foi composta por Elia Cmiral e contém basicamente composições com guitarra como base, assim como outras faixas ambiente. O jogo também tem musicas licenciadas na sua banda sonora, incluindo: Alice in Chains -  "Rooster"; Björk - "Storm"; The Black Angels -  "Bad Vibrations" e "The First Vietnamese War"; Black Mountain -  "Stormy High"; Deep Purple - "Hush"; Inner Circle - "Bad Boys"; Jimi Hendrix - "1983... (A Merman I Should Turn to Be)" e "The Star-Spangled Banner"; Martha and the Vandellas - "Nowhere to Run"; Mogwai - "Glasgow Mega-Snake" e "R U Still in 2 It"; Nine Inch Nails - "The Day the World Went Away" e de Giuseppe Verdi "Dies Irae, Libera Me".

## Recepção
Spec Ops: The Line recebeu criticas geralmente favoráveis aquando do seu lançamento, detendo uma média de 79% para PlayStation 3, 76% para Xbox 360 e 75% para PC no site de criticas agregadas Metacritic.

### Criticas Profissionais
A IGN atribuiu ao jogo a nota de 8.0 em 10, elogiando a história negra do jogo e os seus visuais, mas criticando os problemas no controles do jogo bem como o  multijogador.
A GamesRadar, com a nota 4/5, dizendo que o jogo tem como pontos fortes; "Personagens bem desenvolvidos e interessantes, a narrativa envolvente e negra que voa face a outros contemporâneos, as belas localizações bem como as fantásticas batalhas" e como pontos fracos; "o sistema de cobertura muito exposto, a areia que não é mais do que um barril prestes a explodir e os controlos que não são suficientemente fortes para fazer um bom multijogador."
A Game Informer deu ao jogo a pontuação de 7.75 em 10, elogiando a narrativa, mas afirmando que os controlos das armas e o multijogador são brandos e sem criatividade.
A GameSpot pontuou o jogo com 6.5/10 afirmando como pontos fortes; "Amálgama cativante de arte e da arquitetura, momentos memoráveis, tanto humorísticos como chocantes" e como pontos fracos; "Movimentos mecânicos rígidos e a matança implacável que anula os dilemas morais."
No 1UP, o critico Marty Silva atribui a nota B+ ao jogo e refere que Spec Ops: The Line é "Uma experiência anti-guerra sob o pretexto de um jogo de ação....Embora não seja perfeito, Spec Ops: The Line é a tentativa mais honesta e eficaz no nosso médium para capturar e comentar sobre as monstruosidades da guerra, e por isso, merece realmente ser experimentado."

## Controvérsia
Como a história passa-se numa futura Dubai em declínio depois de uma catástrofe, o jogo foi banido dos Emirados Árabes Unidos.